# Paronychia pulvinata

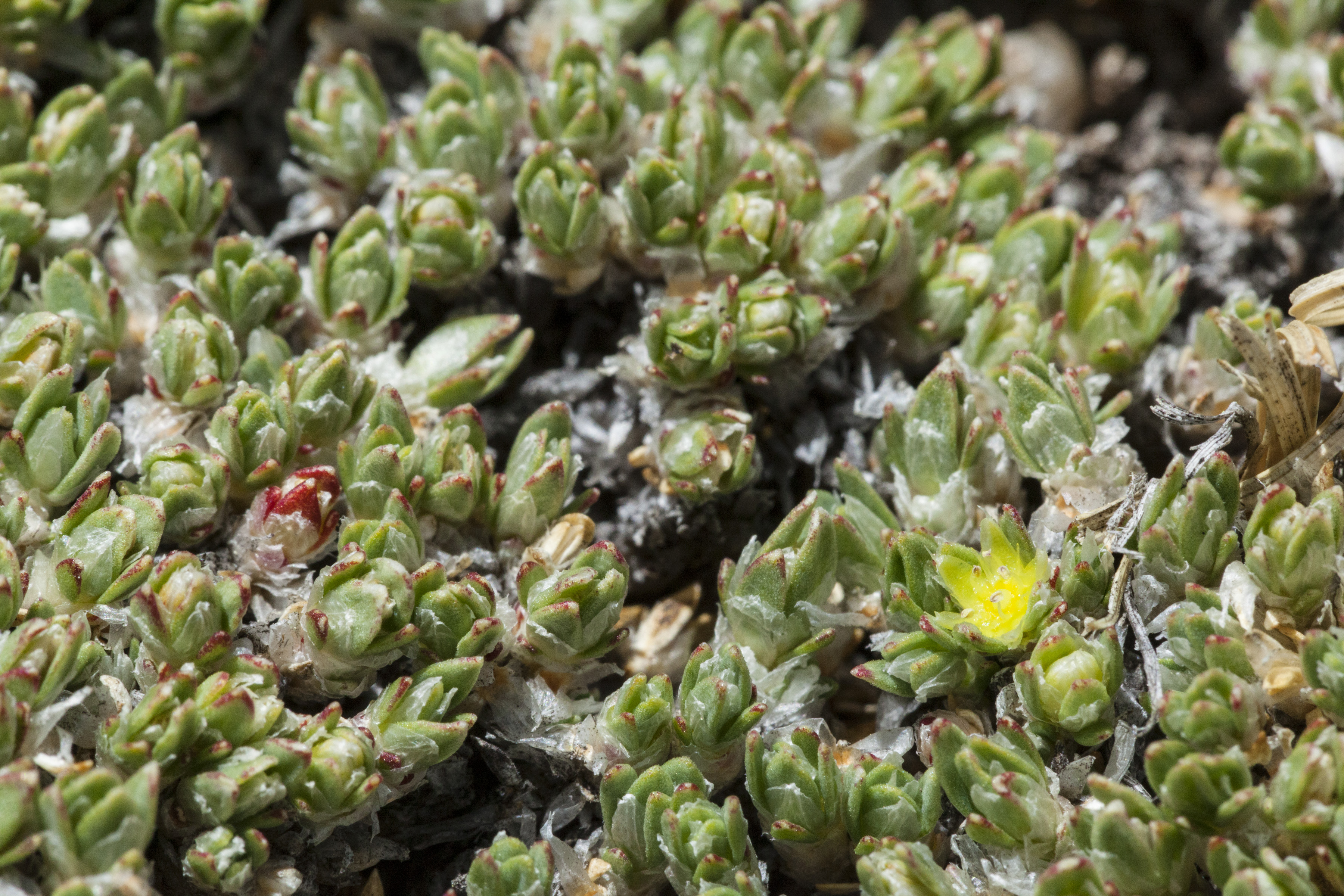
Pulvinata

Paronychia pulvinata är en nejlikväxtart som beskrevs av Asa Gray. Paronychia pulvinata ingår i släktet prasselörter, och familjen nejlikväxter. Utöver nominatformen finns också underarten P. p. pulvinata.